# Demobilizare

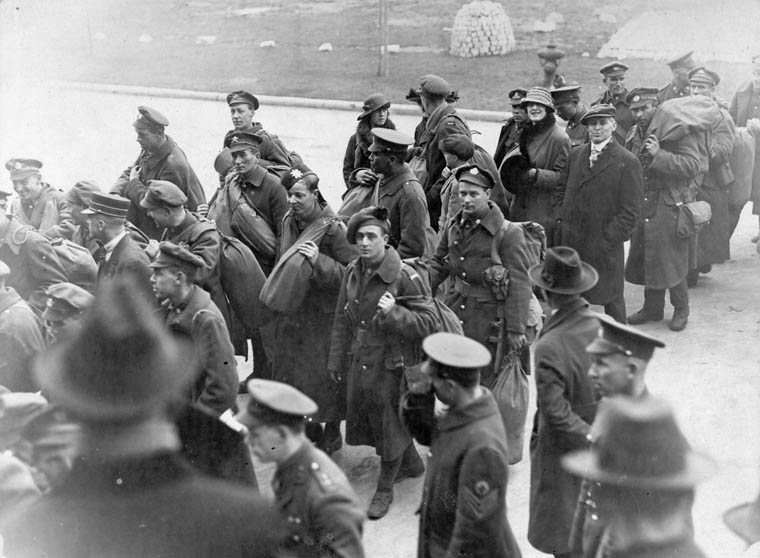
Întoarcera soldaţilor canadieni demobilizați dupǎ încetarea primului rǎzboi mondial (Toronto, 1919)

Demobilizare (de la cuvântul francez démobilisation, dé - anulare, mobilisation - a pune în mișcare) este un proces de trecere a forțelor armate și a economiei de stat, dintr-o stare de război, la una pe timp de pace. Aceasta se caracterizeazǎ printr-un proces de reducere a forțelor armate, desființarea personalului unităților militare, instituțiilor și organizațiilor stabilite în condiții de război, concedierea personalului în rezervă, întoarcere la proprietari a bunurilor confiscate în timpul mobilizării.
Demobilizarea - este un proces opus mobilizǎrii.